# Семернёв, Виктор Михайлович
Виктор Михайлович Семернёв (р. 1942) — советский и украинский живописец. Отец украинской художницы Галины Семернёвой. Заслуженный художник Украины (2011).

## Биография
Родился 26 марта 1942 года в оккупированной румынскими войсками Одессе. В 1956—1961 годах учился в Одесском художественном училище имени М. Б. Грекова. Его учителями были художники Павлюк Георгий Николаевич, Егоров Юрий Николаевич, Русин Аркадий Викторович.
После окончания службы в армии в 1965 году он поступает в ЛВХПУ имени В. И. Мухиной. Учился у художников-педагогов Савинова Глеба Александровича, Иогансена Кирилла Леонардовича. Особенно заметный след в жизни Виктора Михайловича оставил заслуженный деятель искусств РСФСР Пётр Дмитриевич Бучкин.
После получения диплома в 1969 году Виктор Михайлович по направлению приезжает в город Николаев. С этих пор вся его биография связана с городом корабелов, с морем и кораблями, которые он любил с детства.
Первая большая творческая работа молодого художника — оформления фасада здания, где размещалась школа юных моряков возле старого Ингульского моста.
Творческий период в Николаеве у художника Семернёва самый плодотворный. Им написано большое количество картин, натюрмортов, портретов, пейзажей, этюдов. Член СХУ (1977).

## Творчество
Благодаря кропотливой работе в библиотеках и архивах, картины Виктора Семернёва отмечаются исторической правдивостью, реалистичностью. Среди них «Гангутское сражение» (1978), «Штурм Очакова» (1978), «Заседания штаба Черноморского флота» (1980), «Бой брига „Меркурий“ с турецкими кораблями» (1978), «„Св. Николай“ на достройке» (1988), «Чесменская битва 25 июня 1770» (2000) и много других.
Основную часть работы художника составляют: диорамы «Строительство судов на Николаевском адмиралтействе в I четверти XIX века» (1978), «Взятие Вознесенска» (1983) а также серия картин и портретов. Среди них: портреты адмирала С. О. Макарова, ученого А. М. Крылова, инженера-кораблестроителя И. Г. Бубнова, и другие.
Особое место в творчестве художника занимают картины из истории отечественного флота и судостроения на Чёрном море. Среди них «Очаковская волна» (1991), «Камни у берегов Очакова» (1992), «На острове Березань» (1993), «Море утром» (1993), «Свежий ветер» (2000).
В 2005 году Виктор Михайлович вместе с дочерью Галиной, членом Союза художников Украины, выполнили иконы и росписи часовни Святого Николая в городе Николаеве. Ими было сделано 14 росписей. Каждая из них имеет самостоятельную художественную ценность.

## Выставки и экспозиции
За свой творческий путь он участвовал во множестве художественных выставок. Среди них:
- 1976 — Всесоюзная выставка работ молодых художников (Москва);
- 1990 — Выставка николаевских художников в США (Сиэтл);
- 1993 — Выставка II Международного симпозиума «Красочная Украина» (Киев);
- 1994 — Выставка работ николаевских художников в США (Вашингтон);
- 1995 — Персональная выставка в Швейцарии (Люцерн);
- 2000 — Выставка, посвящённая 30-летию Николаевского союза художников (Киев);
- 2002 — Выставка «Николаевские художники в программе „Год Украины в России“» (Москва).

Работы мастера сегодня экспонируются в музеях:
- Николаевский художественный музей имени В. В. Верещагина,
- Музей судостроения и флота,
- Историко-краеведческий музей города Азова и других.

Также они есть и в частных коллекциях в России, на Украине, в Великобритании, Франции, Швейцарии, США, Германии, Греции, Израиле, Италии, Гвинее и других государств.

## Награды и премии
- Государственная премия УССР имени Т. Г. Шевченко (1981) — за оформление музея судостроения и флота в Николаеве
- Орден Почёта (1989)
- Грамота Митрополита Киевского и Всея Украины, Предстоятеля Украинской Православной Церкви Владимира (1. 10.2005)
- Заслуженный художник Украины (23.8.2011)